# 叶飞故居
叶飞故居位于中国福建省南安市金淘镇占石村金刚山半山腰上。是开国上将叶飞的故居。1999年后，设为叶飞故居陈列馆。2018年9月7日，福建省人民政府以叶飞故居之名列入第九批福建省文物保护单位。故居前方建有泉州华侨革命历史博物馆。

## 历史
1919年，幼年叶飞随父回乡，居住于此，后离家。1959年，时任中共福建省委第一书记的叶飞第一次回乡，留宿于此。1990年，叶飞二度返乡。此次回乡，叶飞曾表示“这屋还能用，就给村里公用，我对家乡毫无建树，就做这一点小贡献吧！”
1998年，中共泉州市委拨款二十万元，由金淘镇党委、政府主持对进行故居修复工作。首先安排故居两侧原四户住房动迁，并在故居前面和两侧开辟一百五十平方米绿地。1999年，叶飞将军逝世。此后，在中共泉州、南安市委，泉州、南安市政府重视下，以叶飞故居建立革命史迹陈列馆。叶飞故居陈列馆建成为泉州市爱国主义教育和国防教育基地。
福建省革命文物纪念馆负责叶飞故居陈列馆的布馆任务和培训讲解员工作。陈列馆共分为六部分：一、家乡、家族、童年；二、投身革命；三、烽火岁月；四、心系海防；五、建设祖国；六、余热生辉。2014年时，为八个展厅。此外，南安市从党建经费中拨款，建有叶飞汉白玉半身雕像。
2014年8月，叶飞故居“年久失修”的情况，引起网络热议。《海峡都市报》记者证实，“故居内部确实存在年久失修情况，因为漏雨，房梁遭严重侵蚀”。南安市政府下拨每年一万元的管理经费，实是“捉襟见肘”。占石村村委会负责人表示，目前只能做简单维护，并没有足够资金进行修缮。

## 建筑
此处民居始建于清中晚期，为闽南传统建筑风格。建筑面积约480平方米，占地面积700多平方米。或称建筑面积330平方米，占地面积750平方米。单进两落五开间东连护厝，穿斗式木构架，悬山顶，灰瓦屋面。